# 让家溪乡
让家溪乡，是中华人民共和国湖南省怀化市溆浦县下辖的一个乡镇级行政单位。

## 行政区划
让家溪乡下辖以下地区：
让家溪村、马家溪村、柑子园村、黑岩屋村、刘家坪村、曾家溪村、大流洪村、竹山村、尖山村、冬瓜岭村和岩溪桥村。